# Edward Michael Grosz

Wappen von Edward Michael Grosz

Edward Michael Grosz (* 16. Februar 1945 in Buffalo) ist ein US-amerikanischer Geistlicher und emeritierter römisch-katholischer Weihbischof in Buffalo.

## Leben
Edward Michael Grosz empfing am 29. Mai 1971 die Priesterweihe.
Papst Johannes Paul II. ernannte ihn am 22. November 1989 zum Weihbischof in Buffalo und zum Titularbischof von Morosbisdus. Der Bischof von Buffalo, Edward Dennis Head, spendete ihm am 2. Februar des nächsten Jahres die Bischofsweihe; Mitkonsekratoren waren Donald Walter Trautman, Bischof von Erie, und Bernard Joseph McLaughlin, emeritierter Weihbischof in Buffalo.
Am 2. März 2020 nahm Papst Franziskus das von Edward Michael Grosz aus Altersgründen vorgebrachte Rücktrittsgesuch an.